# Liste des prieurs puis des abbés de Saint-Pierre de Solesmes
Créé vers l'an 1010, le prieuré de Saint-Pierre de Solesmes est supprimé en 1790 à la suite de la Révolution française. En 1833, la vie monastique reprend avec Dom Guéranger, qui devient en 1837 le premier abbé de l'abbaye Saint-Pierre de Solesmes.

## Prieurs
- 1010-1050 : Rambert
- 1050-1070 : Garnier
- 1070-1??? : Robert
- 1???-1??? : Pierre I de Lièvre
- 1???-1??? : Guillaume I Lostellier
- 1???-1??? : Gervais du Pont
- 1???-1??? : Eudes de Clinchamp
- 1???-1280 : Étienne I Sougé
- 1280-12?? : Pierre II
- 12??-1317 : Jean I de Clinchamp
- 1317-1345 : Jacques I Bloislin
- 1345-13?? : Jean II Hubert de Vallambron
- 13??-1399 : Guillaume II Patry
- 1399-1416 : Hélie de Voude
- 1416-1428 : Alain Le Doyen
- 1428-1436 : Henri des Vignes
- 1436-1450 : Jean III du Tremblay
- 1450-1461 : Gérard de Lorière
- 1461-1469 : Thomas I Bouchard
- 1469-1480 : Philibert de La Croix
- 1480-1490 : Matthieu de La Motte
- 1490-1496 : Guillaume III Cheminart
- 1496-1505 : Philippe I Moreau de Saint-Hilaire
- 1505-1556 : Jean IV Bougler
- 1556-1564 : Jacques II Fouin
- 1564-1582 : Nicolas Fumée
- 1582-1599 : Charles I Deschamps
- 1599-1603 : Valentin Ourry
- 1603-1610 : Jean V du Bois
- 1610-1617 : Horace de Strozzi
- 1617-1621 : Dominique de Bonzi
- 1621-1622 : Jean VI Le Jey
- 1622-1628 : Thomas II de Bonzi
- 1628-1630 : Michel I Laigneau
- 1630-1670 : Gabriel du Bouchet de Sourches
- 1670-1692 : Joseph des Ormes
- 1692-1706 : Étienne II de Noyelle
- 1706-1726 : Charles II Joseph de Clermont-Chaste de Gessans
- 1726-1753 : Jean-Baptiste I Edme Duret
- 1753-1754 : Michel II Lespinois
- 1754-1757 : Jean-Baptiste II Giron
- 1757-1760 : Marc-Antoine Guillon (1)
- 1760-1763 : Edmond Petit
- 1763-1766 : Marc-Antoine Guillon (2)
- 1766-1769 : Julien I Thomas Lamandé
- 1769-1772 : Julien II Gilles Pitteu
- 1772-1778 : Christophe-Augustin Flosceau
- 1778-1781 : Jean-Baptiste III Coullon de La Besnarderie
- 1781-1786 : Alexis Louason
- 1786-1790 : Jérôme de Sageon
- 1790-1833 : Suppression
- 1833-1837 : Prosper Guéranger (1)

## Abbés
| Portrait | Armoiries | Abbatiat    | Nom                     | Notes |
| -------- | --------- | ----------- | ----------------------- | --- |
|          |           | 1837 à 1875 | Prosper Guéranger       | |
|          |           | 1875-1890   | Louis-Charles Couturier | né le 12 mai 1817 à Chemillé-sur-Dême en Indre-et-Loire, fait sa profession religieuse en 1855 et devient prieur de l'abbaye en 1861, il est élu abbé de Solesmes le 11 février 1875, il meurt dans ses fonctions le 29 octobre 1890 à Solesmes. |
|          |           | 1890-1921   | Paul Delatte            | |
|          |           | 1921-1959   | Germain Cozien          | Né le 5 juillet 1878 à Pleyben (Finistère) il est ordonné prêtre du diocèse de Quimper en 1901 ; après des études de théologie à Rome, il rejoint la communauté des moines de Solesmes exilée à l'abbaye de Quarr (île de Wight) dont il devient l'abbé en 1921 ; à partir de 1922 il peut organiser le retour à Solesmes et reste à la tête de l'abbaye presque jusqu'à sa mort le 18 mai 1960 ; il a notamment contribué à redonner vie à l'abbaye de Fontgombault. |
|          |           | 1959-1992   | Jean VII Prou           | |
|          |           | 1992-2022   | Philippe II Dupont      | Le Saint Père a accepté la démission du père Philippe Dupont le 19 avril 2022. |
|          |           | 2022-       | Geoffroy Kemlin         | |

## Source
- Liste des prieurs : Essai historique sur l’abbaye de Solesmes de l’abbé Prosper Guéranger, 1846